# Rovaniemi
Rovaniemi je grad (fin. kaupunki, šve. stad) i općina u Finskoj. Upravno je središte i komercijalno središte najsjevernije finske provincije Laponije. Nalazi se deset kilometara južno od Arktičkog kruga, između brda Ounasvaare i Korkalovaare, na ušću rijeke Ounasjoki u rijeku Kemijoki. Grad i okolna seoska općina Rovaniemi (fin. Rovaniemen maalaiskunta) su spojeni u jednu jedinicu 1. siječnja 2006. godine. Nova općina je površine 8.016,72 četvornih kilometara i približnog broja stanovnika od 62.000. Gradsku povelju ima od 1960. godine.

## Ime
Rova u imenu Rovaniemi se često smatra da je iz laponskih jezika, jer "roavve" na sjevernolaponskom označava šumoviti greben ili brdo ili mjesto starog šumskog požarišta. Na narječjima južnolaponskog jezika rova znači hrpu kamenja, stijenu ili grupu stijena u brzacima ili čak peć za saunu. Niemi u imenu znači "rt". Različiti izgovori su inarijskolaponski Ruávinjargâ; sjevernolaponski Roavenjárga i Roavvenjárga; skoltskolaponski Ruäˊvnjargg.

## Povijest
Područje Rovaniemija je vjerojatno neprekidno naseljeno još od kamenog doba. Periodično krčenje novog zemljišta radi poljodjelstva i primjena metode posijeci-i-spali došla je oko 750.pr. Kr. do 530. pr. Kr. Artefakti u ovom području sugeriraju da je bio rastući broj putnika iz Karelije na istoku, Häme na jugu i Arktičkog oceana na sjeveru koji su se pojavili od 500. godine i poslije. Narod Saamija smatra se da je najizvornija domorodačka populacija koja danas postoji u ovom području.
Prvi pisani spomen imena Rovaniemi u službenim dokumentima datira iz 1453. godine. To je bio skup malih sela čiji su stanovnici živjeli uglavnom od poljodjelstva i uzgoja životinja, uz ribarstvo i lovstvo kao najvažnije sporedne djelatnosti.
Iskorištavanje prirodnih resursa 1800-ih snažno je pogurao naprijed razvitak ovog područja. Ekstenzivno gospodarenje trupcima na brojnim lokacijama i zlatna groznica privukli su tisuće ljudi u Laponiju. Porastom rudarenja prirodnih resursa, Rovaniemi je postao poslovno središte ove provincije.
Nakon što je Finska u drugom svjetskom ratu kapitulirala pred Sovjetskim Savezom i potpisala Moskovsko primirje, našla se u Laponijskom ratu s dojučerašnjim saveznikom Njemačkom. Polovicom listopada 1944. ovdje se odvila bitka. Njemačke snage su se povlačile uz taktiku spaljene zemlje. Premda je njemački general Lothar Rendulic zapovijedio da se unište samo javne zgrade, 13. listopada 1944. stigla je zapovijed da se unište sve zgrade u gradu osim bolnica i kuća u kojima su bili stanari. Njemačke zalazne snage su pripremale razaranje, kad je odjednom eksplodirao vlak sa streljivom u gradskoj željezničkoj postaji i užgao drvene kuće u gradu. Njemačke snage pretrpjele su velike gubitke, uglavnom od krhotina stakla. Postrojba finskih komandosa tvrdila je da je digla u zrak taj vlak što je mogao biti prvi uzrok ruševnosti grada. Uzrok je onda bio nepoznat i općenito se mislilo da je to bila nakana Rendulica. Tijekom trajanja neprijateljstava 90% građevina u gradu je uništeno. 19 km od Rovaniemija je njemačko groblje gdje su pokopani vojnici koji su poginuli tijekom ratovanja u Laponiji.

## Klima
Zbog blizine arktičkog kruga, klima u Rovaniemiju je subarktička, po Köppenovoj klasifikaciji Dfc). Ljeta su kratka, ugodna, zime su duge, hladne i sniježne. Grad je južno od crte srednje godišnje izoterme od 0°C. Ipak smrzavanje tla ograničeno je čak i tijekom zime zbog uobičajena teška sniježna pokrova. Krajnje sjeverni položaj kombiniran s učestalom naoblakom za rezultat ima nisku razinu sunčeva sjaja u zimskim mjesecima. U prosincu je tek ispod šest minuta izravna sunčeva svjetla dnevno. Zime su ponešto pod utjecajem morskog zraka koji dolazi od Sjevernoatlantske struje, što osigurava prosječne temperature manje ekstremne od očekivanih za unutrašnjost pri ovim zemljopisnim širinama.
Prosječna godišnja temperatura u Rovaniemiju je 0,9 °C. Snijeg se u prosjeku zadržava na tlu 175 dana godišnje. Najniža ikad zabilježena temperatura u zračnoj luci je −38,1 °C, 28. siječnja 1999. godine. Istog su dana dnevne temperature od -47,5 °C zabilježene na obližnjim meteorološkim postajama. Najviša temperatura ikad zabilježena u Rovaniemiju zabilježena je 10. lipnja 2011. i iznosila je 30,7 °C. Usprkos činjenici da se Rovaniemiju događa polarni dan od 7. lipnja do 6. srpnja, ne doživljava polarnu noć. Ipak, Sunce zimi proviri jedva proviri iznad obzora.
Turiste privlači polarna svjetlost. U finskoj Laponiji broj pojava polarne svjetlosti može doseći dvjesta, dok u južnoj Finskoj je obično manje od dvadeset.

## Znanost
Rovaniemi je sjedište Arktičkoga sveučilišta.

## Šport
- Rovaniemen Palloseura (RoPs), prvoligaški nogometni klub
- FC Santa Claus, trećeligaški nogometni klub
- Rovaniemen Kiekko (RoKi), drugoligaški klub hokeja na ledu
- Lakkapää (prije Rovaniemen Santasport i Perungan Pojat), odbojkaški klub, četverostruki prvaci Finske

## Gradovi pobratimi
- Ajka, Mađarska
- Cadillac, Michigan, SAD
- Drvar, BiH
- Grindavík, Island
- Harbin, Kina
- St. Johann in Tirol, Austrija
- Kassel, Njemačka
- Kiruna, Švedska
- Murmansk, Rusija
- Narvik, Norveška
- Neustrelitz, Njemačka
- Olsztyn, Poljska
- Veszprém, Mađarska

## Slavni stanovnici
- Jari Tervo, pisac
- Harri Olli, skijaš skakač
- Timo K. Mukka, pisac
- Antti Autti, snowboarder i osvajač zlatne medalje na zimskim X igrama 2005.
- Tanja Poutiainen, alpska skijašica
- Janne Tapio, svjetski prvak u sniježnom crossu
- Tomi Putaansuu (Mr. Lordi), vodeći pjevač hard rock sastava Lordija, pobjednika Eurovizije
- Antti Tuisku, pjevač
- Selo Svetoga Nikole (Joulupukin Pajakylä) u Rovaniemiju je "Fathera Christmasa"[5][6][7]

## Vanjske poveznice
- Rovaniemi (finski)
- Vodič: Rovaniemi na Wikivoyageu